# Campeonato Mundial de Halterofilia de 2005
El LXXIV Campeonato Mundial de Halterofilia se celebró en Doha (Catar) entre el 8 y el 17 de noviembre de 2005 bajo la organización de la Federación Internacional de Halterofilia (IWF) y la Federación Catarí de Halterofilia.
Participaron en total 281 halterófilos (169 hombres y 112 mujeres) de 60 federaciones nacionales afiliadas a la IWF.

## Medallistas

### Masculino
| Evento  | Oro                                         | Plata                                         | Bronce                                        |
| ------- | ------------------------------------------- | --------------------------------------------- | --------------------------------------------- |
| 56 kg   | Wang Shin-Yuan China Taipéi 125 + 156 = 281 | Lee Jong-Hoon Corea del Sur 125 + 155 = 280   | Hoang Anh Tuan Vietnam 126 + 153 = 279        |
| 62 kg   | Qiu Le China 144 + 178 = 322                | Zhang Ping China 145 + 170 = 315              | Adrian Jigău · Rumania · 133 + 159 = 292      |
| 69 kg   | Shi Zhiyong China 160 + 190 = 350           | Lee Bae-Young Corea del Sur 152 + 185 = 337   | Vencelas Dabaya Francia 145 + 179 = 324       |
| 77 kg   | Li Hongli China 165 + 196 = 361             | Sebastian Dogariu · Rumania · 163 + 190 = 353 | Nader Sufian Abbas Catar 160 + 191 = 351      |
| 85 kg   | Ilia Ilin · Kazajistán · 170 + 216 = 386    | Lu Yong China 175 + 210 = 385                 | Aslambek Ediyev · Rusia · 170 + 211 = 381     |
| 94 kg   | Nizami Paşayev Azerbaiyán 185 + 216 = 401   | Mujamat Sozayev · Rusia · 177 + 221 = 398     | Milen Dobrev Bulgaria 180 + 218 = 398         |
| 105 kg  | Dmitri Klokov · Rusia · 192 + 227 = 419     | Alexandru Bratan Moldavia 190 + 223 = 413     | Martin Tešovič · Eslovaquia · 187 + 225 = 412 |
| +105 kg | Hosein Rezazadeh Irán 210 + 251 = 461       | Yevgueni Chiguishev · Rusia · 211 + 246 = 457 | Jaber Saeed Salem Catar 201 + 245 = 446       |

1. 1 2 3  Arrancada (kg) + dos tiempos (kg) = total olímpico (kg).

### Femenino
| Evento | Oro                                       | Plata                                         | Bronce                                                     |
| ------ | ----------------------------------------- | --------------------------------------------- | ---------------------------------------------------------- |
| 48 kg  | Wang Mingjuan China 95 + 118 = 213        | Pensiri Saelaw Tailandia 88 + 110 = 198       | Aree Wiratthaworn Tailandia 85 + 108 = 193                 |
| 53 kg  | Li Ping China 98 + 126 = 224              | Junpim Kuntatean Tailandia 98 + 125 = 223     | Yuderqui Contreras · República Dominicana · 95 + 116 = 211 |
| 58 kg  | Gu Wei China 102 + 139 = 241              | Wandee Kameaim Tailandia 101 + 135 = 236      | Marina Shainova · Rusia · 101 + 132 = 233                  |
| 63 kg  | Pawina Thongsuk Tailandia 116 + 140 = 256 | Svetlana Shimkova · Rusia · 108 + 139 = 247   | Liu Xia China 105 + 133 = 238                              |
| 69 kg  | Zarema Kasayeva · Rusia · 118 + 157 = 275 | Liu Haixia China 120 + 154 = 274              | Olga Kiseliova · Rusia · 110 + 140 = 250                   |
| 75 kg  | Liu Chunhong China 126 + 159 = 285        | Natalia Zabolotnaya · Rusia · 130 + 155 = 285 | Svetlana Podobedova · Rusia · 124 + 155 = 279              |
| +75 kg | Jang Mi-Ran Corea del Sur 128 + 172 = 300 | Mu Shuangshuang China 130 + 170 = 300         | Cheryl Haworth Estados Unidos 126 + 161 = 287              |

1. 1 2 3  Arrancada (kg) + dos tiempos (kg) = total olímpico (kg).

## Medallero
| Núm. | País                 | Oro | Plata | Bronce | Total |
| ---- | -------------------- | --- | ----- | ------ | ----- |
| 1    | China                | 7   | 4     | 1      | 12    |
| 2    | Rusia                | 2   | 4     | 4      | 10    |
| 3    | Tailandia            | 1   | 3     | 1      | 5     |
| 4    | Corea del Sur        | 1   | 2     | 0      | 3     |
| 5    | Azerbaiyán           | 1   | 0     | 0      | 1     |
| 5    | Irán                 | 1   | 0     | 0      | 1     |
| 5    | Kazajistán           | 1   | 0     | 0      | 1     |
| 5    | China Taipéi         | 1   | 0     | 0      | 1     |
| 9    | Rumania              | 0   | 1     | 1      | 2     |
| 10   | Moldavia             | 0   | 1     | 0      | 1     |
| 11   | Catar                | 0   | 0     | 2      | 2     |
| 12   | Bulgaria             | 0   | 0     | 1      | 1     |
| 12   | Eslovaquia           | 0   | 0     | 1      | 1     |
| 12   | Estados Unidos       | 0   | 0     | 1      | 1     |
| 12   | Francia              | 0   | 0     | 1      | 1     |
| 12   | República Dominicana | 0   | 0     | 1      | 1     |
| 12   | Vietnam              | 0   | 0     | 1      | 1     |
|      | TOTAL                | 15  | 15    | 15     | 45    |